# Цвет из тьмы
«Цвет из тьмы» (англ. Colour from the Dark) — итальянский фильм ужасов режиссёра Ивана Зуккон. Премьера состоялась 19 октября 2008 года на американском фестивале Schloktoberfest. Фильм основан на произведении Говарда Филлипса Лавкрафта «Цвет из иных миров», однако место действия перенесено из американского Массачусетса в Италию времён Второй мировой войны.

## Сюжет
Италия, 1943 год. Пьетро вместе со своей женой Лючией и её немой младшей сестрой Элис, живут на уединённой ферме. Из-за травмы колена Пьетро единственный из его братьев не отправился на фронт и целыми днями трудится в поле, а Элис носит воду из колодца для поливки овощей. Случайно она роняет в колодец ведро и, не в силах дотянуться до него, зовёт Пьетро. Когда он ищет ведро на дне колодца длинной палкой, из глубины вырывается столб дыма, сопровождающийся мерцанием, бурлением воды и вонью. Пьетро не придаёт этому значения, попив воды из колодца, по вкусу ничем не отличающейся от обычной.
Через день, ферма даёт урожай, причём плоды имеют большие размеры и необычайно яркие цвета, повреждённое колено Пьетро исцеляется, а Элис начинает говорить. Пьетро благодарит за эти чудеса Бога, но тут со стены падает распятие. На следующий день, сдержанная до этого Лючия, становится более сексуально-раскованной. Вскоре после этого, она начинает слышать голоса и вести себя как одержимая, и её запирают на чердаке.
Пьетро вызывает священника, который сначала видит странную галлюцинацию, а затем Лючия убивает его. Ночью, под влиянием сил из колодца, Элис приходит в спальню Пьетро и сначала пытается соблазнить его, а затем убить. Придя в себя, она выбегает из спальни и бежит к Лючии, которая обнимает её и ломает позвоночник.
Похоронив священника и Элис, Пьетро в отчаянии отправляется к Джованни и его внучке Анне, которая является женой его брата Луиджи. Джованни просит его забрать Лючию и уехать из проклятого дома, и предлагает пожить у него. Пьетро отказывается и уходит. Через день, перед самым закатом, Джованни решает отправиться к Пьетро и посмотреть, всё ли в порядке. Поздним вечером на ферму возвращается Луиджи, увидевший полный хаос и заставший своего брата в неадекватном состоянии. После известия о смерти Элис и болезни Лючии, из-за которой она оказалась заперта, Луиджи бежит на чердак. Там опрятно одетая Лючия сообщает ему, что Пьетро сошёл с ума и запер её, а Элис жива и невредима. Выглянув в окно, он видит Элис. Луиджи направляется к выходу, но тут Лючия предстаёт в рваном и грязном платье и убивает его.
Джузеппе осматривает ферму Пьетро, и на чердаке находит умирающую Лючию, похожую на старуху, а кожа её приняла пепельно-серый оттенок, как и то, что осталось от овощей. Заметив Пьетро, он следует за ним в амбар, но тот убивает Джузеппе вилами.
В это время Анне снится сон, в котором убитый Луиджи приходит в её дом чтобы попрощаться. Проснувшись, она быстро собирается и бежит на ферму Пьетро, где в амбаре находит мёртвого Джованни. За её спиной появляется Элис, и дверь в амбар с мерцанием исчезает, оставив их во тьме. Пьетро падает без сил и перестаёт дышать.

## Актёры
| Актёр              | Роль       |
| ------------------ | ---------- |
| Дебби Рошон        | Лючия      |
| Майкл Сигал        | Пьетро     |
| Мариса Кэй         | Элис       |
| Эмметт Скэнлан     | Луиджи     |
| Джерри Шэнахан     | Джованни   |
| Элеанор Джеймс     | Анна       |
| Маттео Тоси        | отец Марио |
| Алессандра Герцони | Тереза     |

## Релиз
Премьера Цвета из тьмы состоялась 19 октября 2008 года на американском фестивале Schloktoberfest. А 31 октября того же года он был показан на Туринском Фестивале фильмов ужасов.
Фильм был выбран в качестве основной программы Олденбургского международного кинофестиваля 2009 года, проходящего 17 сентября в Германии, а также американского Кинофестиваля имени Говарда Филлипса Лавкрафта 2009 года, проходящего в Портленде, Орегон. На Кинофестивали имени Говарда Филлипса Лавкрафта Цвет из тьмы получил награду Брауна Дженкина за лучший фильм.
23 февраля 2010 года фильм был выпущен в США на DVD.